# Самійло Величко (срібна монета)
«Самі́йло Вели́чко» — пам'ятна срібна монета номіналом 10 гривні, випущена Національним банком України, присвячена козацькому літописцю Самійлу Величку, який дав пояснення подіям і фактам козацької історії, творчо і критично використавши багато національних та іноземних історичних джерел.
Монету введено в обіг 1 грудня 2020 року. Вона належить до серії «Герої козацької доби»

## Опис та характеристики монети
| Номінал грн. | Метал  | Маса, грам | Діаметр, мм. | Якість виготовлення | Гурт                           | Тираж, штук |
| ------------ | ------ | ---------- | ------------ | ------------------- | ------------------------------ | ----------- |
| 10           | срібло | 12,8       | 38,6         | пруф                | гладкий із заглибленим написом | 3 000       |

### Аверс
На аверсі монети розміщено: малий Державний Герб України (угорі), під яким стилізований напис УКРАЇНА; на дзеркальному тлі монети розташована композиція: каламар, з якого розкривається аркуш паперу зі стилізованими написами: Літопис Самійла Величка 1720; унизу розташовується номінал монети 10 ГРИВЕНЬ та рік її карбування — 2020.

### Реверс
На реверсі монети на матовому тлі зображено дзеркальний абрис профілю козака, на тлі якого скорописом відтворено фрагмент Передмови з Літопису Самійла Величка: «Цікавому норову людському не може нічого бути сподобнішого, ласкавий читальнику, як читати книги й дізнаватися про давні людські діяння та вчинки». та написи: Самійло Величко (ліворуч на тлі пера), роки його життя 1670, 1728 (праворуч від абрису).

## Автори

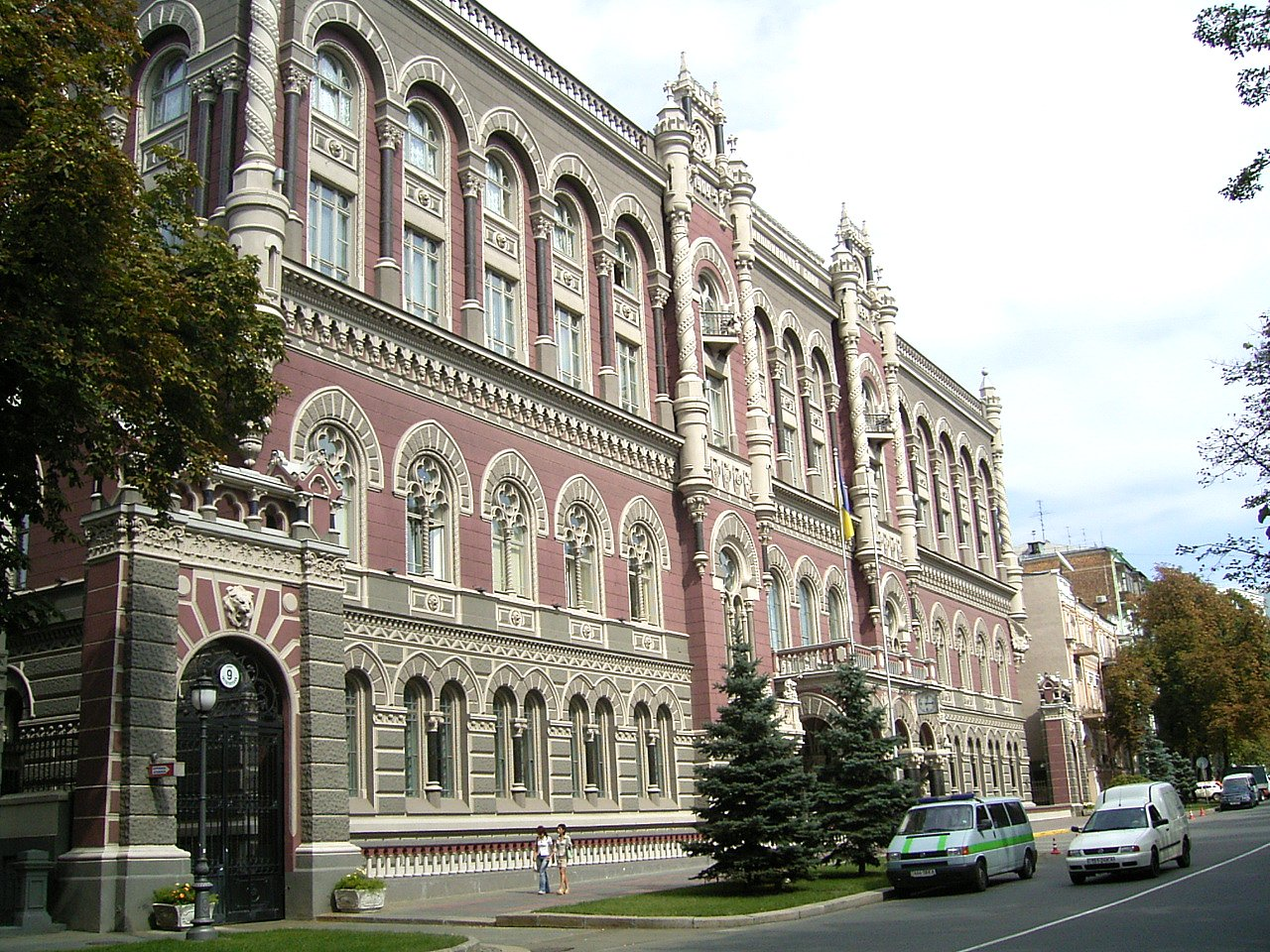
Будівля Національного банку України

- Художник: Таран Володимир, Харук Олександр, Харук Сергій.
- Скульптори: Атаманчук Володимир, програмне моделювання — Лук'янов Юрій.

## Вартість монети
Роздрібна ціна Національного банку України 2020 року, становила 1912 гривень.
Фактична приблизна вартість монети з роками змінювалася так:
| Рік        | 2021  | 2022  | 2023  | 2024  | 2025  |
| ---------- | ----- | ----- | ----- | ----- | ----- |
| Ціна, грн. | 1 950 | 1 950 | 2 250 | 2 730 | 3 900 |